# Contea di Lee (Illinois)
La contea di Lee ( in inglese Lee County ) è una contea dello Stato dell'Illinois, negli Stati Uniti. La popolazione al censimento del 2000 era di 36 062 abitanti. Il capoluogo di contea è Dixon.